# Малівська сільська рада
Малівська сільська́ ра́да — орган місцевого самоврядування в Демидівському районі Рівненської області. Адміністративний центр — село Малеве.

## Загальні відомості
- Територія ради: 32,23 км²
- Населення ради: 1 853 особи (станом на 2001 рік)
- Територією ради протікає річка Стир.

## Історія
с. Малево.

## Населення
За переписом населення України 2001 року в сільській раді мешкали 1832 особи.

### Мова
Розподіл населення за рідною мовою за даними перепису 2001 року:
| Мова       | Відсоток |
| ---------- | -------- |
| українська | 99,46 %  |
| російська  | 0,38 %   |
| білоруська | 0,16 %   |

## Населені пункти
Сільській раді підпорядковані населені пункти:
- с. Малеве
- с. Берестечко
- с. Більче
- с. Пашева

## Склад ради
Рада складається з 16 депутатів та голови.
- Голова ради: Корінь Віктор Михайлович
- Секретар ради: Іщук Зоя Петрівна

### Керівний склад попередніх скликань
| ПІБ                      | Основні відомості                                                 | Дата обрання | Дата звільнення |
| ------------------------ | ----------------------------------------------------------------- | ------------ | --------------- |
| Корінь Віктор Михайлович | Сільський голова, 1967 року народження, освіта вища               | 26.03.2006   | 31.10.2010      |
| Корінь Віктор Михайлович | Сільський голова, 1967 року народження, освіта вища, безпартійний | 31.10.2010   |                 |

Примітка: таблиця складена за даними сайту Верховної Ради України

### Депутати
За результатами місцевих виборів 2010 року депутатами ради стали:

#### За суб'єктами висування
| Суб'єкт висування | Кількість обраних депутатів | %    |
| ----------------- | --------------------------- | ---- |
| Народна партія    | 8                           | 50   |
| Самовисування     | 7                           | 43,8 |
| Партія регіонів   | 1                           | 6,3  |

#### За округами
| № округу        | Прізвище, ім'я, по батькові   | Дата визнання обраним | Освіта                    | Партійна приналежність | Відомості про обраного депутата                                         |
| --------------- | ----------------------------- | --------------------- | ------------------------- | ---------------------- | ----------------------------------------------------------------------- |
| Народна Партія  |                               |                       |                           |                        |                                                                         |
| 1               | Комар Ольга Володимирівна     | 01.11.2010            | Освіта вища               | позапартійна           | Малівська загальноосвітня школа І-ІІІ ст., вчитель                      |
| 2               | Дудас Тетяна Іванівна         | 01.11.2010            | Освіта вища               | позапартійна           | Малівська загальноосвітня школа І-ІІІ ст., вчитель                      |
| 3               | Бурмака Євгенія Миколаївна    | 01.11.2010            | Освіта вища               | позапартійна           | Малівська загальноосвітня школа І-ІІІ ст., завуч                        |
| 9               | Корінь Олена Миколаївна       | 01.11.2010            | Освіта вища               | позапартійна           | Демидівський територіальний центр, завідувачка стаціонарного відділення |
| 12              | Котяй Алла Михайлівна         | 01.11.2010            | Освіта середня спеціальна | позапартійна           | Малівська загальноосвітня школа, кухар                                  |
| 13              | Котяй Наталія Миколаївна      | 01.11.2010            | Освіта вища               | позапартійна           | Дитячий садок с. Малеве, завідувачка                                    |
| 14              | Павлюк Марія Олександрівна    | 01.11.2010            | Освіта середня спеціальна | позапартійна           | Магазин, продавець                                                      |
| 15              | Котяй Марія Іванівна          | 01.11.2010            | Освіта вища               | позапартійна           | Пашівська загальноосвітня школа, вчитель                                |
| Партія регіонів |                               |                       |                           |                        |                                                                         |
| 16              | Томілович Оксана Антонівна    | 01.11.2010            | Освіта вища               | позапартійна           | Пашівська загальноосвітня школа, вчитель                                |
| Самовисування   |                               |                       |                           |                        |                                                                         |
| 4               | Драголюк Катерина Олексіївна  | 01.11.2010            | Освіта середня спеціальна | позапартійна           | Ощадбанк с. Малеве, контролер-касир                                     |
| 5               | Михалюта Василь Афанасійович  | 02.09.2012            | Освіта середня спеціальна | член Партії регіонів   | приватний підприємець                                                   |
| 6               | Воробей Жасміна Миколаївна    | 01.11.2010            | Освіта вища               | позапартійна           | Малівська сільська рада, головний бухгалтер                             |
| 7               | Костюкевич Микола Зіновійович | 01.11.2010            | Освіта середня спеціальна | позапартійний          | Малівська сільська рада, слюсар                                         |
| 8               | Сунічук Руслана Юхимівна      | 01.11.2010            | Освіта середня спеціальна | позапартійна           | Магазин, продавець                                                      |
| 10              | Зеленчук Микола Анатолійович  | 01.11.2010            | Освіта середня спеціальна | позапартійний          | Берестецька загальноосвітня школа І ст., оператор газових котлів        |
| 11              | Колядич Оксана Іванівна       | 02.09.2012            | Освіта вища               | позапартійна           | Малівська сільська рада, секретар виконкому                             |